# 冷たい太陽 (ROUAGEの曲)
「冷たい太陽」（つめたいたいよう）は、ROUAGEのメジャー6枚目のシングル。1997年10月22日発売。マーキュリー・ミュージックエンタテインメント（現・ユニバーサルミュージック）よりリリース。

## 解説
- カップリングは、インディーズ時代の曲の再録。

## 収録曲
1. 冷たい太陽
  - 作詞:KAZUSHI/作曲:RIKA/編曲:ROUAGE
2. Cry for the moon
  - 作詞・作曲:KAZUSHI/編曲:ROUAGE

基本的には原曲と大きな変更点はない。アウトロが次曲へと繋げられている。
3. ファンクション
  - 作詞:KAZUSHI/作曲:RIKA/編曲:ROUAGE

前曲から繋がっている。2分20秒近くあった演奏時間は1分程度にまで縮められ、さらに歌詞も「Fall」「堕ちろ」の2つをシャウトするだけと、原曲とは大きく異なるアレンジが施された。（ただし歌詞カードには「Words：KAZUSHI」とあるだけで、歌詞は掲載されていない。）